# رقیچه
رقیچه، روستایی از توابع جلگه رخ بخش کدکن شهرستان تربت حیدریه در استان خراسان رضوی ایران است.

## جمعیت
این روستا در دهستان رقیچه و در جلگه رخ قرار دارد و براساس سرشماری مرکز آمار ایران در سال ۱۳۸۵، جمعیت آن ۳۶۰ نفر (۹۷خانوار) بوده‌است.